# ARC Cartagena de Indias (BM-161)
El ARC Cartagena de Indias (BM-161) fue un buque multipropósito de la Armada de la República de Colombia adquirido en 1996 para el transporte de víveres, maquinaria, tropa y contra el narcotráfico.
El ARC Cartagena de Indias era un buque clase Lüneburg (Type 701) construidos en Alemania, de esta clase se construyeron 8 de los cuales 2 fueron vendidos a la Armada Colombiana (A1411 y A1416), uno a la Armada Uruguaya (A-1413), uno a la egipcia (A-1414), dos a la griega (A1412 y A1415).

## Historia
El buque Lüneburg (A1411), fue construido en 1968 y retirado del servicio de la Marina Alemana en 1991 junto con el  Niemburg (A1413). 
Ambos buques permanecieron hasta 1996 esperando ser desguazados pero fueron adquiridos por la Armada Colombiana por 2 millones de dólares, el precio de 6800 t de acero, en donde fueron acondicionados para el servicio.
El ARC Cartagena de Indias perteneció a la Fuerza Naval del Caribe y fue el buque insignia de la ciudad de Cartagena. Mientras el ARC Buenaventura perteneció a la Fuerza Naval del Pacífico.
En 2010 participó de la misión humanitaria colombiana para atender a la población como consecuencia del Terremoto de Haití, funcionando como buque hospital.
Fue dado de baja por la Armada de Colombia el 20 de diciembre de 2017 tras 21 años de servicio. Junto con su gemelo el antiguo ARC "Buenaventura", ambos fueron hundidos recientemente en ejercicios de tiro.

## Mejoras
- Sistema integrado de información Data-Link
- Repotenciación de motores y generadores.
- Instalaciones de radares de navegación
- Instalación de scanning de ondas radiales.

- Datos: Q5653877
- Multimedia: ARC Cartagena de Indias (BM-161) / Q5653877